# Federico Van Lacke
Federico Martín Van Lacke Falco (Santa Fe, Argentina, 26 de juny de 1980) és un jugador de bàsquet argentí.

## Biografia
Van Lacke va iniciar la seva formació esportiva al Club Regates de Santa Fe i després de militar en totes les seves categories inferiors, la temporada 98-99 va fitxar per l'equip d'Entre Ríos del Echagüe Parana, de la Tna (2a divisió argentina), on jugà fins a finalitzar la temporada 01-02.
La temporada següent, 02-03 Van Lacke donà el salt a Espanya per jugar al Cantàbria Lobos de Lliga LEB. Arribà a la Liga ACB una campanya després (03-04) fitxat pel Múrcia, però al final de la temporada l'equip descendí a la LEB i Van Lacke inicià una nova etapa al Los Barrios (LEB). Des de Los Barrios, el jugador se'n va anar al Ciutat de Huelva, equip on va militar-hi tres temporades (05-06 a 07-08).
La temporada 08/09 fitxà pel Club Bàsquet Valladolid, aconseguint l'ascens a la lliga ACB. Va seguir dues temporades més al club.
La temporada 2011-12 la va disputar amb el Club Joventut de Badalona.

## Clubs
- Temporada 1999-2000: Echagüe Paraná,  Argentina (TNA)
- Temporada 2000-2001: Echagüe Paraná,  Argentina (TNA)
- Temporada 2001-2002: Echagüe Paraná,  Argentina (TNA)
- Temporada 2002-2003: Cantabria Lobos (LEB)
- Temporada 2003-2004: Polaris World Murcia (ACB)
- Temporada 2004-2005: Los Barrios Cadix (LEB)
- Temporada 2005-2006: Ciudad de Huelva (LEB)
- Temporada 2006-2007: Ciudad de Huelva (LEB)
- Temporada 2007-2008: Ciudad de Huelva (LEB OR) i CB Granada (ACB)
- Temporada 2008-2009: CB Valladolid (LEB OR)
- Temporada 2009-2010: CB Valladolid (ACB)
- Temporada 2010-2011: CB Valladolid (ACB, Copa del Rei)
- Temporada 2011-2012: FIATC Joventut (ACB)
- Temporada 2012-2013:

## Palmarès

### Distincions individuals
- MVP de la jornada 23 a la temporada 2009/10 de la lliga ACB.
- MVP del mes de gener a la temporada 2009/10 de la lliga ACB.
- MVP de la jornada 6 a la temporada 2010/2011 de la lliga ACB.
- Participant en el concurs d'esmaixades en la temporada 2010/11 de la lliga ACB.